# Schlat
Schlat è un comune tedesco di 1 680 abitanti, situato nel land del Baden-Württemberg.